# Bengaluru Open
Il Bengaluru Open è un torneo professionistico di tennis giocato sui campi in cemento all'aperto del KSLTA Stadium di Bangalore, in India. Fa parte dell'ATP Challenger Tour e si gioca annualmente, salvo alcune interruzioni, dal 2015.
A causa della pandemia di COVID-19 è stata cancellata l'edizione del 2021 e l'anno successivo si sono tenute due edizioni consecutive nel mese di febbraio, ciascuna con un montepremi di 53 120 $.

## Albo d'oro

### Singolare
| Anno     | Campione                                         | Finalista                                        | Punteggio                                        |
| -------- | ------------------------------------------------ | ------------------------------------------------ | ------------------------------------------------ |
| 2025     | Brandon Holt                                     | Shintarō Mochizuki                               | 6–3, 6–3                                         |
| 2024     | Stefano Napolitano                               | Hong Seong-chan                                  | 4–6, 6–3, 6–3                                    |
| 2023     | Max Purcell                                      | James Duckworth                                  | 3–6, 7–5, 7–6(5)                                 |
| 2022 (2) | Aleksandar Vukic                                 | Dimitar Kuzmanov                                 | 6–4, 6–4                                         |
| 2022 (1) | Tseng Chun-hsin                                  | Borna Gojo                                       | 6–4, 7–5                                         |
| 2021     | Non disputato a causa della pandemia di COVID-19 | Non disputato a causa della pandemia di COVID-19 | Non disputato a causa della pandemia di COVID-19 |
| 2020     | James Duckworth                                  | Benjamin Bonzi                                   | 6–4, 6–4                                         |
| 2019     | Non disputato                                    | Non disputato                                    | Non disputato                                    |
| 2018     | Prajnesh Gunneswaran                             | Saketh Myneni                                    | 6–2, 6–2                                         |
| 2017     | Sumit Nagal                                      | Jay Clarke                                       | 6–3, 3–6, 6–2                                    |
| 2016     | Non disputato                                    | Non disputato                                    | Non disputato                                    |
| 2015     | James Ward                                       | Adrián Menéndez Maceiras                         | 6–2, 7–5                                         |

### Doppio
| Anno     | Campioni                                         | Finalisti                                        | Punteggio                                        |
| -------- | ------------------------------------------------ | ------------------------------------------------ | ------------------------------------------------ |
| 2025     | Anirudh Chandrasekar Ray Ho                      | Blake Bayldon Matthew Romios                     | 6–2, 6–4                                         |
| 2024     | Saketh Myneni (3) Ramkumar Ramanathan (3)        | Constantin Bittoun Maxime Janvier                | 6–3, 6–4                                         |
| 2023     | Chung Yun-seong Hsu Yu-hsiou                     | Anirudh Chandrasekar Vijay Sundar Prashanth      | 3–6, 7–6(7), [11–9]                              |
| 2022 (2) | Alexander Erler Arjun Kadhe                      | Saketh Myneni Ramkumar Ramanathan                | 6–3, 6(4)–7, [10–7]                              |
| 2022 (1) | Saketh Myneni (2) Ramkumar Ramanathan (2)        | Hugo Grenier Alexandre Müller                    | 6–3, 6–2                                         |
| 2021     | Non disputato a causa della pandemia di COVID-19 | Non disputato a causa della pandemia di COVID-19 | Non disputato a causa della pandemia di COVID-19 |
| 2020     | Purav Raja Ramkumar Ramanathan (1)               | Matthew Ebden Leander Paes                       | 6–0, 6–3                                         |
| 2019     | Non disputato                                    | Non disputato                                    | Non disputato                                    |
| 2018     | Max Purcell Luke Saville                         | Purav Raja Antonio Šančić                        | 7–6(3), 6–3                                      |
| 2017     | Michail Elgin Divij Sharan                       | Ivan Sabanov Matej Sabanov                       | 6–3, 6–0                                         |
| 2016     | Non disputato                                    | Non disputato                                    | Non disputato                                    |
| 2015     | Saketh Myneni (1) Sanam Singh                    | John Paul Fruttero Vijay Sundar Prashanth        | 5–7, 6–4, [10–2]                                 |